# Certina
Certina — швейцарський виробник годинників класу «люкс», заснований в Гренхені в 1888 році Адольфом і Альфредом Куртами. Наразі він є частиною Swatch Group. Офіс розташований у містечку Ле-Локль, кантон Невшатель, Швейцарія.
Компанія Certina була заснована в 1888 році, коли Адольф і Альфред Курт відкрили в Гренхені свою першу фабрику механізмів і матеріалів для годинникової промисловості. На початку існування компанії персонал Certina складався з трьох співробітників, які працювали в майстерні, яка була прив'язана до родинного дому Куртів. Протягом кількох років вони не починали виробляти повноцінні годинники, виробляючи механізми для інших компаній. До 1938 року компанія розширилася і 250 співробітників відзначили 50-річчя компанії. 
Certina продовжувала розширюватися і до 1955 року компанія мала 500 співробітників, які працювали між фабрикою та офісами, щодня випускаючи 1000 годинників. Certina розробила новий бізнес-план, який розширив її діяльність. 
До 1972 року в компанії працювало 900 чоловік і вироблялося 600 000 годинників на рік. 
1983 Certina стала частиною SMH Group (Swatch).

## Приналежність до ASUAG
У 1971 році родина власників вирішила приєднатися до General Watch Co, щойно створеного субхолдингу ASUAG, щоб об’єднати свої зусилля з іншими. Впровадження дешевої та надійної автоматики та кварцових годин з Японії (за ідеями їхнього стратегічного управління ) зупинило розширення Certina. Реструктуризація передбачала відмову від власного виробництва калібрів і до кінця 1970-х років операції були переміщені до Biel/Bienne та компанії Edox & Technos. За нового керівництва компанії вдалося зберегти частину своєї власності, особливо в скандинавських країнах. Після злиття компаній SSIH і ASUAG Certina SA стала членом нової управлінської організації разом з Mido і Tissot.

## Наручні годинники, перші в світі та колекції
- Перші наручні годинники : вже вироблялися компанією в 1938 році : переважно жіночі годинники, тому що чоловіки все ще віддавали перевагу кишеньковим годинникам.
- Digital Watch: 1936 став першою компанією, яка випустила цифровий годинник. Його приводило в рух пружинний рух. Для відображення часу замість стрілок використовувалися обертові диски з вписаними числами.
- Лінія DS (подвійної безпеки): у 1959 році Ганс і Едвін Курт поставили собі за мету створити нову нішу ринку, засновану на якості за допомогою інженерного та технічного дизайну. Таким чином компанія створила концепцію підвішування годинникового механізму всередині сильно посиленого корпусу, який отримав назву DS на честь «Подвійної безпеки». Це були перші годинники, які підвищили захист від ударів і водостійкість до 6 м (попередні годинники були встановлені на 2,2 метра). Годинник підняла в Гімалаях команда, яка піднялася на Дхаулагірі, і годинник витримав усі зміни тиску та висоти.
- Biostar: у 1971 році був представлений Biostar, перший у світі годинник, який відображав біоритми людини.
- «Захист від подряпин»: виготовлений «неподряпаний» DS-DiaMaster з карбіду вольфраму.